# انکار (فیلم ۱۹۷۷)
انکار (انگلیسی: Inkaar) یک فیلم در ژانر جنایی به کارگردانی راج ان. سیپی است که در سال ۱۹۷۷ منتشر شد. از بازیگران آن می‌توان به وینود کانا، ویدیا سینها، و امجد خان اشاره کرد.